# IC 2392
IC 2392 је спирална галаксија у сазвјежђу Рак која се налази на листи објеката дубоког неба у Индекс каталогу.
Деклинација објекта је + 18° 17' 10" а ректасцензија 8h 44m 30,9s. Привидна величина (магнитуда) објекта IC 2392 износи 14,0 а фотографска магнитуда 15,0. IC 2392 је још познат и под ознакама MCG 3-23-1, CGCG 90-2, IRAS 08416+1828, PGC 24559.